# Operació Torxa
L'Operació Torxa (inicialment anomenada Operació Gimnasta) va ser la invasió anglo-americana del nord d'Àfrica francès durant la campanya del nord d'Àfrica de la Segona Guerra Mundial, iniciant-se el 8 de novembre de 1942.
La Unió Soviètica, que llavors suportava gairebé la totalitat dels combats, havia pressionat als Estats Units i al Regne Unit perquè iniciés les operacions a Europa i s'obrís un segon front per reduir la pressió de les forces alemanyes sobre l'Exèrcit Roig. Mentre que els comandants americans preferien l'Operació Sledgehammer, desembarcant a l'Europa ocupada tan aviat com fos possible, els britànics consideraven que això acabaria en un desastre; i proposaren una estratègia perifèrica, que s'iniciaria amb un desembarcament al Marroc francès, que expulsés l'Eix del nord d'Àfrica, millorés el control naval de la Mediterrània preparés la invasió del sud d'Europa el 1943.

## Rerefons
Els Aliats van planejar una invasió angloamericana de l'Àfrica nord-occidental (Marroc, Algèria i Tunísia, que nominalment estaven en mans del govern de Vichy. Els francesos tenien uns 125.000 soldats a la zona, així com artilleria costanera, uns 210 tancs desfasats i uns 500 avions, dels quals la meitat eren caces Dewoitine D.520. A més, hi havia uns 10 vaixells de guerra i 11 submarins a Casablanca. Els aliats creien que les forces de la França Lliure no lluitarien, en part per la informació subministrada pel cònsol americà a Alger, Robert Daniel Murphy, però per un altre costat se sospitava que la Marina Francesa podria ser un escull a causa de l'atac britànic al port de Mers-el-Kebir el 1940. Assegurar les simpaties dels militars francesos al nord d'Àfrica era un aspecte essencial, i es van elaborar plans per assegurar-se la seva cooperació, més que no pas la seva resistència. Els Aliats intentarien avançar veloçment cap a l'est de Tunísia, per així poder atacar les tropes alemanyes per la rereguarda. El General Dwight Eisenhower va ser fet responsable de l'operació, i situà el seu quarter general a Gibraltar. El comandant naval seria l'Almirall Sir Andrew Cunningham, amb el vicealmirall Sir Bertram Ramsay com a segon.

### Contactes preliminars
Per tal de conèixer els sentiments de les forces de la França de Vichy, Murphy va ser nomenat cònsol americà a Algèria. La seva missió real era determinar l'estat de les forces franceses i establir contacte amb aquells que potencialment recolzarien una invasió aliada. Va tenir èxit establint contacte amb diversos oficials francesos, incloent al General Charles Emmanuel Mast, el comandant en cap francès a Alger. Aquests oficials esperaven el suport dels aliats, però demanaren tenir una reunió secreta amb un alt oficial aliat a Algèria. El Major General Mark Clark, un dels oficials superiors d'Eisenhower, va ser enviat a Cherchell, Algèria, a bord del submarí HMS Seraph, per tal de trobar-se el 21 d'octubre de 1942 amb els oficials francesos.
Els Aliats també van tenir èxit, amb l'ajut de la Resistència, en treure al general francès Henri Giraud fora de la França de Vichy, en el Seraph, per tal d'oferir-li el càrrec de comandant en cap de les forces franceses al nord d'Àfrica després de la invasió. Però Giraud no volia cap altre càrrec que no fos el de comandant en cap de totes les forces d'invasió, càrrec que ja s'havia ofert a Eisenhower. Quan ho rebutjà, decidí romandre com un espectador en tot aquest afer.

## La Batalla
Els Aliats van planejar 3 assalts amfibis per capturar els ports i aeroports claus del Marroc i d'Algèria de manera simultània, desembarcant a Casablanca, Orà i Alger. A l'èxit d'aquestes operacions seguiria un avanç cap a l'est, cap a Tunísia.
La Força d'Assalt Occidental (Casablanca) estava formada per unitats americanes, amb el Major General George Patton al capdavant i el Contraalmirall Henry K. Hewitt comandant les operacions navals. Estava formada per la 2a Divisió Blindada, la 3a i la 9a divisions d'Infanteria (35.000 homes en total). Van ser transportats directament des dels Estats Units.
La Força d'Assalt Central (Orà), estava formada pel 509è Batalló d'Infanteria Paracaigudista, la 1a divisió d'Infanteria i la 1a Divisió Blindada (18.500 homes). Van embarcar al Regne Unit, i eren comandats pel Major General Lloyd Fredendall i les forces navals, pel Comodor Thomas Troubridge.
La Força d'Assalt Oriental (Alger) estava comandada pel Tinent General Kenneth Anderson, i consistia en dues brigades de la 78a Divisió d'Infanteria i la 34a divisió d'Infanteria estatunidenca, així com dues unitats de Comando (20.000 homes). Durant el període del desembarcament, la força amfíbia va ser comandada pel Major General americà Charles W. Ryder, comandant de la 34a divisió, doncs es cregué que pels defensors francesos la invasió seria més acceptable si era comandada per un oficial americà en lloc d'un britànic. Les forces navals eren comandades pel vicealmirall Sir Harold Burrough.
Les operacions aèries van ser dividides en dos, a l'est de Cap Tenez, amb avions britànics a les ordres del Mariscal de l'Aire sir William Welsh i a l'oest del cap, amb avions americans a les ordres del major general Jimmy Doolittle, a les ordres directes del General Patton.

### Casablanca
La Força d'Assalt Occidental desembarcà abans de l'albada del 8 de novembre de 1942 en 3 punts: Safi (Operació Pedra Negra), Fedala (Operació Bruswood) i Mehdiya (Operació Goalpost). Com que s'esperava que els francesos no oferirien resistència, no hi va haver un bombardeig inicial. Això demostrà ser un error quan l'artilleria francesa i les instal·lacions dels ports van començar a disparar.
Durant la nit prèvia, el General francès Bethouard va provar de donar un cop d'estat, les forces del qual van envoltar la residència del general Auguste Paul Nogues. Però Nogués aconseguí trucar a les forces franceses properes, evitant així ser la seva captura. A més, el cop el va fer alertar a les defenses costaneres perquè es preparessin per avortar una invasió amfíbia aliada.
A Safi (Marroc) els desembarcaments van tenir més èxit. Inicialment havien de ser sense foc de cobertura, amb l'esperança que els francesos no oferirien resistència. Però un cop els transports aliats van ser atacats per les bateries costaneres franceses, la flota aliada va respondre el foc. Quan arribà el comandant aliat, General Harmon, els tiradors francesos havien causat diverses baixes entre les tropes assaltants (la majoria de les quals era la primera vegada que entraven en combat). La major part dels desembarcaments es realitzaren d'acord el programa; i el suport aeri destruí un comboi francès que provava de reforçar les defenses. Safi es rendí el 8 de novembre al vespre. El 10 de novembre, els darrers defensors van ser expulsats, i el gruix de les forces de Harmon van córrer per unir-se al setge de Casablanca.
Als voltants de Port-Lyautey, les tropes de desembarcament no estaven segurs de la seva posició, i la segona onada es retardà. Això oferí temps als defensors francesos per organitzar la resistència, i la resta de desembarcaments van ser sota foc artiller. Amb l'assistència de suport aeri provinent dels portaavions, les tropes van poder avançar, i tots els objectius van poder ser capturats.
Als voltants de Fedala (el major desembarcament, amb uns 19.000 homes), el temps destorbà. Les platges estaven sota foc francès després de l'albada. El general Patton desembarcà a les 08:00, i la platja va ser assegurada aquell mateix dia. Els americans van envoltar el port de Casablanca el 10 de novembre, i la ciutat es rendí una hora abans que l'assalt final es portés a terme.
Un esquadró de la marina francesa de Casablanca, inclòs el cuirassat inacabat Jean Bart, juntament amb nombrosos creuers i destructors, van sortir per oposar-se als desembarcaments, sent derrotats per una potència de foc superior. Dos destructors americans van resultar danyats.

### Orà
La Força Central estava desplegada en 3 platges, dos a l'oest d'Oran i una a l'est. El desembarcament a la platja més occidental va retardar-se a causa d'un comboi francès aparegué mentre que encara treballaven els netejamines. A més, van haver diversos retards i confusions, així com diverses llanxes danyades a causa d'un onatge inesperat i a murs de sorra (tot i que s'havien fet exploracions per periscopi, no es va enviar cap escamot de reconeixement a les platges per determinar realment quines eren les condicions locals).
El 1r Batalló de Rangers dels Estats Units va desembarcar a l'est d'Oran, i capturà ràpidament la bateria costanera d'Arzew. S'intentà desembarcar infanteria directament al port, per tal d'evitar la destrucció de les instal·lacions portuàries (Operació Reservista), però resultà un fracàs quan els dos destructors assignats per fer-ho van resultar danyats pel foc creuat dels vaixells francesos al port. La marina francesa sortí del port i atacà la flota d'invasió aliada, però va ser enfonsada o repel·lida.
Les bateries franceses i la flota d'invasió van intercanviar foc entre el 8 i el 9 de novembre, mentre que les tropes franceses defensaven Orà i la zona circumdant. El foc pesat provinent dels cuirassats britànics va fer que els defensors es rendissin el 9 de novembre.

#### Desembarcament paracaigudista
Torxa portà també el primer gran assalt paracaigudista dels Estats Units. El 509è Regiment d'Infanteria Paracaigudista volà des del Regne Unit, sobrevolant Espanya, intentant saltar prop d'Oran i capturar els aeroports de Tafarquay i de Youk-Les-Bains. El salt va estar marcat pels problemes de navegació i comunicació amb les forces franceses a terra, així com que diversos avions van veure's obligats a aterrar al desert. No obstant tots els problemes, ambdós aeroports van ser finalment capturats.

### Alger

#### Resistència i cop
Tai i com s'havia acordat amb Cherchell, des de la mitjanit del 8 de novembre, mentre que les tropes d'invasió s'apropaven a la costa, un grup de 400 membres de la Resistència francesa, sota el comandament de Henri d'Astier de la Vigerie i de José Aboulker, iniciaren un cop a Alger, assetjant punts claus de la ciutat com la centraleta telefònica, l'estació de ràdio, la residència del governador i el quarter general del 19è Cos.
Llavors, Robert Murphy es dirigí cap a la residència del General Alphonse Juin, el màxim oficial de l'exèrcit francès al nord d'Àfrica, amb diversos resistents. Mentre que la Resistència envoltava la casa, fent presoner a Juin, Murphy intentà que s'unís als Aliats. Però va ser amenaçat per una sorpresa: l'almirall François Darlan, comandant de totes les forces franceses, estava a Alger en una visita privada. Juin insistí a contactar amb Darlan, i Murphy va ser incapaç de persuadir-lo. A primera hora del matí, la Gendarmerie arribà i alliberà a Juin i a Darlan.

#### La Invasió
La invasió va ser portada a terme per la 34 Divisió dels Estats Units, recolzada per una brigada de la 48a britànica, amb la resta actuant com a reserva. El Major-General Charles W. Ryder, comandant de la 34a, tenia el comandament explícit de la primera onada, doncs es creia que els francesos serien més favorables a un comandant americà que no pas a un de britànic. Els desembarcaments van dividir-se en 3 platges, dos a l'oest d'Alger i l'altre a l'est. Alguns van anar a parar a les platges equivocades, però no tingué conseqüències, perquè pràcticament enlloc hi hagué oposició francesa (les bateries costaneres havien estat neutralitzades per la Resistència). Un comandant francès va arribar al punt de donar la benvinguda sense miraments als Aliats.
L'únic punt de combat va ser al mateix port d'Alger (Operació Terminal), on dos destructors britànics van intentar desembarcar un grup de Rangers directament al port, per tal d'evitar que els francesos destruïssin el port. El foc de l'artilleria pesant evità el desembarcament d'un d'ells, i va fer que l'altre es retirés del port durant unes hores.
El desembarcament s'endinsà ràpidament, i el General Juin rendí la ciutat als Aliats a les 18:00.

## Després de la batalla

### Resultats polítics
Ràpidament esdevingué clar que Henri Giraud no tenia pas l'autoritat per prendre el comandament de les forces franceses. Més encara, preferí esperar a Gibraltar el resultat dels desembarcaments. Eisenhower, amb el suport de Churchill i de Roosevelt, va acordar amb l'almirall Darlan que rebria el comandament si s'unia als Aliats. Això volia dir que el règim de Vichy seria mantingut al nord d'Àfrica, amb les seves lleis hitlerianes. Davant d'això, el General Charles de Gaulle de la França Lliure, la Resistència Francesa, juntament amb els corresponsals de guerra, van respondre furiosament. El problema no es resolgué quan un francès antinazi, Ferdinand Bonnier de la Chapelle, assassinà a Darlan el 24 de desembre de 1942: Giraud va ser posat al seu lloc, mantenint el règim de Vichy i arrestant el 8 de novembre als líders de la Resistència a Alger, sense cap mena d'oposició per part de Murphy.
Quan Hitler i Mussolini s'adonaren del que intentava fer l'almirall Darlan, ordenaren immediatament l'ocupació de la França de Vichy i reforçaren les forces de l'Eix a l'Àfrica.
L'autoritat de Darlan i Giraud, inicialment seguidora fervent de Vichy, va ser forçada a prendre part gradualment en l'esforç de guerra contra l'Eix, a democratitzar-se, a eliminar els seus principals dirigents pro-Vichy, i finalment a fusionar-se amb el Comitè Nacional Francès d'Alliberament a Londres, d'on mesos després sorgiria el "Comité Français de la Libération Nationale" (CFLN), sota l'autoritat del General de Gaulle (tot i l'oposició del President Roosevelt), esdevenint el govern de França, reconegut tant pels britànics com pels americans.

### Conseqüències militars
Com a resultat de l'ocupació germano-italana de la França de Vichy i dels seu intent fracassat de capturar la flota francesa de Toulon, l'Armée d'Afrique francesa es posà de costat amb els aliats, proveint-los d'un tercer cos (el XIX Cos) per a Anderson. A més, la flota de guerra francesa tornà amb els aliats.
El 9 de novembre, les forces de l'Eix iniciaren a avançar per Tunísia sense oposició de les forces franceses del General Barré. Indecís, Barré mogué les seves tropes cap als turons, formant una línia defensiva entre Teboursouk i Medjez el Bab, i ordenant que s'obrís foc sobre qualsevol que intentés superar-la. El 19 de novembre el comandant alemany Walter Nehring demanà permís perquè les seves tropes poguessin traspassar el pont de Nedjez. Al ser-li rebutjada la petició, inicià l'atac, fent que els francesos s'haguessin de retirar.
Després de consolidar la seva posició a Algèria, els aliats penetraren a Tunísia. Forces del Primer Exèrcit britànic, a les ordres del Tinent General Kenneth Anderson gairebé van arribar fins a Tunis abans que un contraatac a Djedeida els fes retrocedir. El gener de 1943, les tropes germano-italianes del Mariscal Rommel, que es retiraven de Líbia, arribaren a Tunísia.
El Vuitè Exèrcit britànic del General Montgomery s'aturà a Trípoli per permetre arribar els reforços. A l'oest, les forces del General Anderson van ser atacades al gener al Pas de Faïd el 14 de gener i al pas de Kasserine el 19. Les forces aliades es retiraren en un total desordre, mentre que els reforços aliats aturaven l'avanç de l'Eix el 22 de gener.
El General Harold Alexander arribà a Tunísia a finals de febrer per fer-se càrrec del nou 15è Grup d'Exèrcits, creat per controlar el 8è Exèrcit i les tropes aliades que estaven lluitant a Tunísia. Les forces de l'Eix tornaren a atacar al març, a l'est de Medenine, però van ser fàcilment rebutjades pel 8è Exèrcit. Rommel aconsellà a Hitler que li permetés retirar-se fins a una línia defensable, però li va ser denegat i, el 9 de març de 1943, Rommel abandonava definitivament Àfrica, sent substituït pel General Jürgen von Arnim, qui va haver de desplegar les seves forces per uns 160 km al nord de Tunísia.
L'ensopegada de Kasserine forçà als Aliats a consolidar les seves forces i desenvolupar les seves línies de comunicació i d'administració per poder portar a terme un gran atac. Els exèrcits Primer i Vuitè van atacar les tropes de l'Eix a l'abril. Després de durs combats, finalment aconseguiren negar-los el suport naval i aeri entre Tunísia i Sicília i, finalment com a culminació de l'Operació Vulcà, el 6 de maig els britànics van capturar Tunísia i els americans van arribar a Bizerte; i el 13 de maig les forces de l'Eix a Tunísia es rendien.